# Đấu La Đại Lục
Đấu La Đại Lục (Giản thể: 斗罗大陆, Bính âm: Dòu Luō Dà Lù) là một tiểu thuyết trên mạng do Đường Gia Tam Thiếu viết và đăng tải trên trang web văn học Trung Quốc Qidian từ năm 2008 đến năm 2009. 
Ngoài phần đầu tiên, series "Đấu La Đại Lục" còn bao gồm "Đấu La Đại Lục 2: Tuyệt Thế Đường Môn", "Đấu La Đại Lục: Thần Giới Truyền Thuyết", "Đấu La Đại Lục 3: Long Vương Truyền Thuyết", "Đấu La Đại Lục Ngoại Truyện: Đường Môn Anh Hùng Truyện", "Đấu La Đại Lục 4: Chung Cực Đấu La", "Đấu La Đại Lục: Thất Quái Thành Thần Chi Lộ" - là fanfic không nằm trong series do Đường Gia Tam Thiếu viết, "Đấu La Đại Lục 5: Trùng Sinh Đường Tam". Vào ngày 15 tháng 9 năm 2015, Đường Gia Tam Thiếu đã công bố rằng "Đấu la đại lục" sẽ được chuyển thể thành phim và lên màn ảnh lớn.

## Các Phần Truyện

### Phần 1: Đấu La Đại Lục
Phần đầu tiên miêu tả câu chuyện về Đường Tam, một thiên tài chế tạo ám khí của đường môn đã xuyên không đến Đấu La Đại Lục. Vào năm 2012, tập đầu tiên của cuốn sách in ra được khoảng 10 triệu bản, và trên trang web văn học Trung Quốc Qidian đã có hơn 55 triệu lượt xem. Vào năm 2013, tác giả Đường Gia Tam Thiếu đã trở thành nhà văn được trả tiền cao nhất với khoản thuế bản quyền gần 30 triệu nhân dân tệ.

### Phần 2: Tuyệt Thế Đường Môn
"Đấu La Đại Lục 2: Tuyệt Thế Đường Môn" (斗罗大陆2绝世唐门) được phát hành trên trang web văn học Trung Quốc Qidian vào ngày 12 tháng 11 năm 2012 và đã thu hút được tới 30 triệu lượt xem và được đánh giá 9,7/10 điểm trong thang điểm chất lượng, được xuất bản thành sách vật lý vào tháng 12 cùng năm bởi nhà xuất bản thiếu niên và trẻ em Hồ Nam (Hunan Youth Publishing House).。
Đường Môn sau vạn năm huy hoàng đã bắt đầu bước vào con đường suy thoái. Một lớp anh tài mới xuất hiện, nhân vật chính là Hoắc Vũ Hạo cùng với thế hệ Sử Lai Khắc Thất Quái mới này có chấn hưng được Đường Môn hay không?
Bản thân Vũ Hạo có Bách vạn niên hồn thú, Tử Linh Thánh Pháp Thần tay cầm Nhật Nguyệt Trích Tinh, một hệ thống Hồn Đạo Khí hoàn toàn mới dẫn đến sự suy sụp của Đường Môn. Tất cả bí ẩn dần dần hé mở.
Năm 2013, tác phẩm này đã được đề cử vào danh sách tác phẩm của năm của Giải thưởng Phím Vàng 2012 và tác giả Đường Gia Tam Thiếu cũng được đề cử vào top 10 tác giả của năm trên trang web Qidian. Năm 2014, Đường Gia Tam Thiếu cùng với một số họa sĩ truyện tranh đã thành lập nhóm sáng tác truyện tranh Jue Shi Tang Men và chuyển thể "Đấu La Đại Lục 2: Tuyệt Thế Đường Môn" thành truyện tranh và đăng tải trên tạp chí truyện tranh Trung Quốc "Shen Man".

### Phần 3: Long Vương Truyền Thuyết
Với sự tiến bộ vượt bậc về kỹ thuật Hồn Đạo, nhân loại của Đấu La Đại Lục bắt đầu công cuộc chinh phục hải vực rộng lớn, từ đó khám phá ra hai đại lục mới. Hồn Thú tiếp cận diệt vong bị Hồn Sư săn giết quá độ. Qua nhiều năm ngủ vùi, Hồn Thú Chi Vương thức giấc trong mảnh tịnh thổ cuối cùng của Hồn Thú nằm sâu trong Tinh Đấu đại sâm lâm, tập hợp tộc nhân còn sống sót để bắt đầu công cuộc báo thù nhân loại!
Đường Vũ Lân nhân vật chính của phần này có hoài bão trở thành một Hồn Sư hùng mạnh, không ngờ Võ Hồn thức tỉnh lại là Lam Ngân Thảo. Tài năng vô song Long Vương giao tranh, từ đó truyền thuyết Long Vương bắt đầu.

### Phần 4: Chung Cực Đấu La
Một vạn năm về sau, băng tan. Đấu La liên bang đội khảo sát khoa học tại vùng Cực Bắc khoa khảo lúc phát hiện một cái có kim ngân song sắc hoa văn trứng.
Dùng dụng cụ tìm kiếm về sau, phát hiện bên trong lại có sinh mạng thể dấu hiệu, vội vàng đem mang về sở nghiên cứu tiến hành ấp.
Trứng ấp đi ra, có thể ấp ra lại là một đứa con nít, cùng nhân loại giống nhau như đúc hài nhi, một cái trứng sinh hài tử. Hài tử đó được 2 vợ chồng Lam Tiêu và Nam Trừng nhận nuôi hài tử đó và đặt tên là Lam Hiên Vũ, cậu cũng chính là nhân vật chính trong phần Chung Cực Đấu La này.

### Phần 5: Trùng Sinh Đường Tam
Một đời Thần Vương Đường Tam, mang theo một điểm thần thức ngao du trong vũ trụ, tìm kiếm thế giới thê tử chuyển thế trùng sinh. Dưới sự dẫn dắt của thần thức, hắn đi tới một nơi gọi là Yêu Tinh Đại Lục, tìm kiếm thê tử của hắn Tiểu Vũ.
Ngoài phần chính ra thì còn 1 số phần ngoại truyện được xuất bản.

## Chuyển thể
Đấu la đại lục được chuyển thể thành phim hoạt hình trực tuyến, sản xuất bởi Tencent Video và Xuanji Tech. Trò chơi trực tuyến cùng tên được ra mắt vào ngày 29 tháng 10 năm 2011.。 Thế giới Đường Môn (唐门世界) là một trò chơi di động được tạo ra dựa trên các tác phẩm của Đường Gia Tam Thiếu, "Đấu La Đại Lục" và "Cuồng Thần". 《斗罗大陆》 đã được dịch sang tiếng Anh và bản tiếng Pháp được cấp phép dịch bởi tập đoàn Yuen Wen.。
Được chuyển thể thành phim truyền hình với tựa đề Đấu La Đại Lục. Nội dung phim xoay quanh các nhân vật Đường Tam (Tiêu Chiến thủ vai) và Tiểu Vũ (Ngô Tuyên Nghi thủ vai). Phim được ghi hình từ tháng 1 đến tháng 7 năm 2019 và bắt đầu được phát sóng từ tháng 2 năm 2021 trên Tencent Video và WeTV.